# Артур Редфорд
Артур Вільям Редфорд (англ. Arthur William Radford; 27 лютого 1896, Чикаго — 17 серпня 1973, Бетесда, Меріленд) — американський воєначальник, адмірал (1949) та пілот палубної авіації Військово-морських США. Понад 40 років прослужив у лавах Збройних сил Сполучених Штатів, брав активну участь у Другій світовій війні на Тихому океані, в Корейській війні. 2-й голова Об'єднаного комітету начальників штабів США (1953—1957). Командувач Тихоокеанського флоту США (1949—1953), 4-й заступник керівника військово-морськими операціями (1948—1949).

## Біографія
Артур Вільям Редфорд народився 27 лютого 1896 року в Чикаго, штат Іллінойс, у родині канадського електротехніка Джона Артура Редфорда (1873—1952) і його дружини Агнес Елізи, уродженої Найт (1873—1960). Артур став старшим з чотирьох дітей у сім'ї. Артур вступив у державну середню школу Ріверсайда, де навчався на «відмінно», але був досить скромним учнем. Ще у шкільні роки він зацікавився флотом.

### Служба на флоті
Після завершення навчання у школі Артур Редфорд вирішив поступити до Військово-морської академії США, і за рекомендацією конгресмена був прийнятий на вступний курс Академії в Аннаполісі, штат Меріленд, де провчився наступні кілька місяців. 5 липня 1912 року у віці 16 років він був зарахований до Академію у званні мічмана 3-го класу. 3 червня 1916 року Редфорд закінчив Академію ВМС, зайнявши 59-е з 177 місць по успішності у своєму класі, з присвоєнням звання енсіна і був зарахований у Флот.
З червня 1916 року, у самий розпач Першої світової війни, першим місцем служби для А.Редфорда став лінкор «Саут Кароліна», на якому він прослужив два з половиною роки. 1 липня 1917 року він був тимчасово підвищений у званні до лейтенанта. Після підписання перемир'я А.Редфорд переведений на службу до штабу і в грудні того ж року призначений ад'ютантом командира 1-ї дивізії лінкорів Атлантичного флоту.
У квітні 1920 року він відправлений на льотну підготовку пілотів військово-морської авіації в Пенсаколі, штат Флорида. У жовтні 1921 року він переведений до Вашингтона, округ Колумбія, де вступив до авіаційного дивізіону при щойно створеному Бюро аеронавтики при військово-морському міністерстві, у зв'язку з чим активно їздить у відрядження по Сполучених Штатах. Під час служби під керівництвом одного з піонерів морської авіації, контр-адмірала В. Моффета, який працював у напрямку підвищення ролі військово-морської авіації, і спілкувався з політиками і чиновниками різного рівня, А. Редфорд розвинув у собі політичну вправність, яка стала в пригоді йому в подальшій службі.
У квітні 1925 року А. Редфорд став командиром авіаційного загону у складі 1-ї спостережної ескадрильї на борту лінкора «Колорадо», а потім — «Пенсильванія». 17 лютого 1927 року він був підвищений у званні до лейтенант-командера. У квітні 1929 року він був переведений в авіаційну ескадрилью Бойового флоту і паралельно призначений другим командиром Аляскинського загону аерозйомки, що на літаках-амфібіях OL-8A з тральщика «Ганнет» особисто займався дослідженнями лісових і мінеральних ресурсів південно-східної Аляски за завданням департаментів внутрішніх справ і сільського господарства, лісової і геологічної служби США.
З листопада 1929 року А.Редфорд став офіцером польотної палуби на авіаносці «Саратога». У липні 1930 року він був призначений командиром 1-ї винищувальної ескадрильї, що базувалася на тому ж кораблі, а у травні 1931 року став ад'ютантом і секретарем у штабі командувача авіаційними силами Бойового флоту контр-адмірала Г. Ярнелла. У червні 1932 року його знову перевели до Бюро аеронавтики у Вашингтоні і він знову вступив до авіаційного дивізіону, де прослужив три наступні роки. У серпні 1935 року він став штурманом на авіаносці «Райт». У червні 1936 року він був призначений офіцером з тактики і операціях у штабі командувача авіаційними силами Бойового флоту віцеадмірала Ф. Горна на флагманському кораблі «Саратога».
1 липня того ж року А.Редфорд був підвищений у званні в командери. У червні 1937 року він був призначений командиром станції військово-морської авіації в Сіетлі, штат Вашингтон.
У травні 1940 року А.Редфорда призначили начальником штабу авіаційного угруповання на авіаносці «Йорктаун», де прослужив весь наступний рік. У червні 1941 року він був призначений командиром щойно заснованих станції військово-морської авіації і військово-морської оперативної бази на острові Тринідад, Британська Вест-Індія. Він протестував проти цього рішення, побоюючись того, що проведе там наступні три роки, в стороні від війни, що наближається. Але, він пробув там всього три місяці.

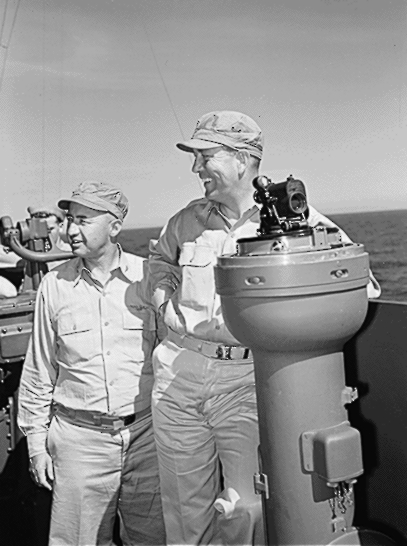
А.Редфорд на борту авіаносця «Йорктаун». 1943

### Друга світова
1 грудня 1941 року за сім днів до несподіваного нападу японського флоту на Перл-Гарбор, А.Редфорд був призначений командиром навчальної авіаційної дивізії при Бюро аеронавтики у Вашингтоні, округ Колумбія. Після оголошення війни авіаційна дивізія відразу ж перейшла на буквально семиденний робочий тиждень, щоденну роботу від світанку до темряви, для того, щоб якомога швидше створити всю необхідну для навчання інфраструктуру, незважаючи, як здавалося тоді, на практично невитравний масив завдань. Протягом кількох місяців ця цілодобова робота займала весь час А. Редфорда, і як пізніше він зазначив, ходіння з дому на роботу і назад було єдиною формою фізичних вправ того часу.

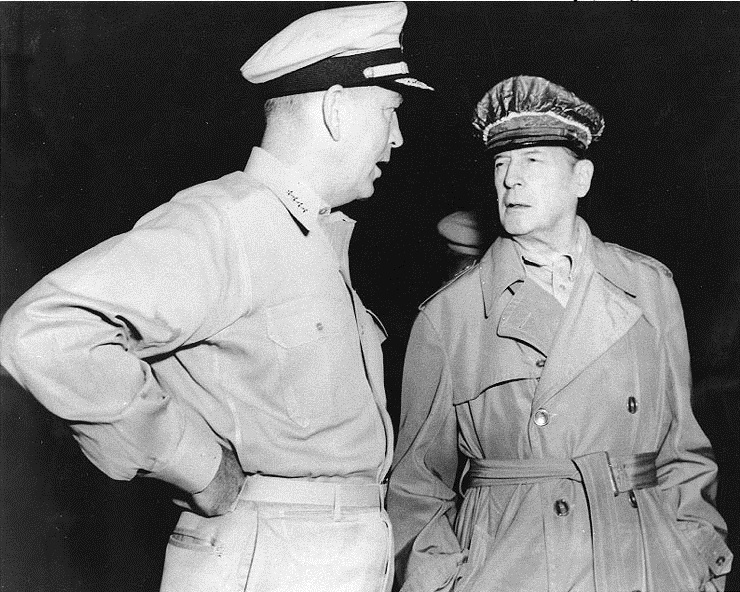
А.Редфорд і генерал Д.Макартур. 1950

2 січня 1942 року А.Редфорд був підвищений у званні до кептена. Протягом 1942 року він продовжував командувати навчальною дивізією, зосереджуючи основні зусилля на підготовці високопрофесійних пілотів бойової авіації. Після того, як на початок 1943 року його система підготовки набрали обертів та стала функціювати в стабільному режимі, кептен А.Редфорд звернувся до керівництва флоту з проханням призначити його на посаду в бойові частини морської авіації.
У квітні 1943 року йому присвоїли звання контр-адмірала з одночасним призначенням командиром дивізії авіаносної авіації Тихоокеанського флоту. Його командиром став контр-адмірал Ф.Шерман, командир 2-ї дивізії авіаносців, що базувалася на Перл-Гарборі. 21 липня 1943 року А.Редфорд став командиром 11-ї дивізії авіаносців, до складу якої входили новітній «Лексінгтон» та «Прінстон». 1 вересня 1943 року командир дивізії вперше вивів своє з'єднання (у складі групи були легкі авіаносці «Прінстон», «Белло Вуд» і чотири есмінці прикриття) у відкритий океан у складі 11-ї оперативної групи контр-адмірала В.Лі, у напрямку на острови Бейкер і Гауленд. Основним завданням угруповання було забезпечення прикриття морської піхоти, що будувала на цих невеличких островах злітно-посадкові смуги. Після завершення місії, 11-та оперативна група вирушала на з'єднання до 15-ї оперативної групи. Пізніше ударне угруповання завдало ударів по атолу Тарава, де тримали оборону японські війська.

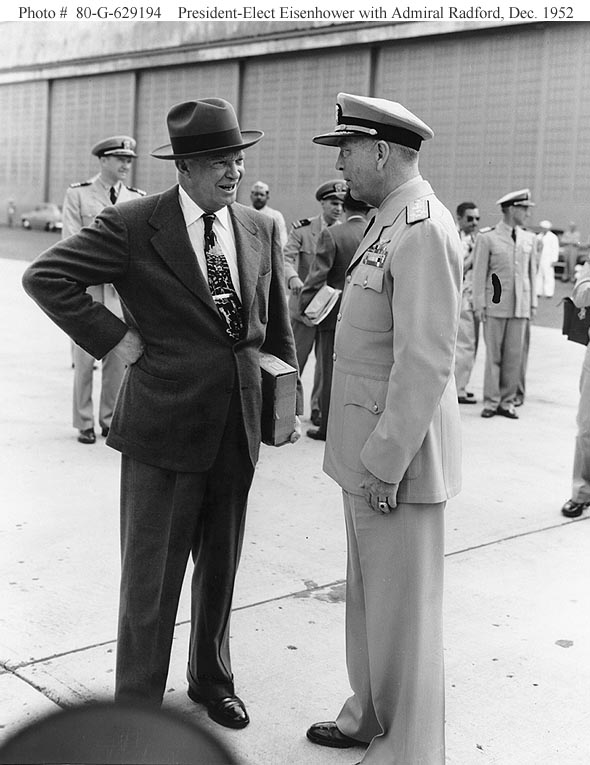
А.Редфорд і Д.Ейзенхауер. 1952

5-6 жовтня 1943 року авіаносна група А.Редфорда провела наступний рейд на позиції противника на окупованому острові Вейк.
У листопаді американські війська розпочали основні операції в центральній частині Тихого океану. З 20 листопада з'єднання контр-адмірала А.Редфорда виконувало завдання за планом операції «Гальванік», кампанії на островах Гільберта, де американці вели бої за опанування Тарави, Макіна, Абемами. Американська палубна авіація вела активні бойові дії у повітрі проти японських літаків, що базувалися на островах та атолах, у той час, як морська піхота і сухопутні війська змагалися з японцями на суходолі. Бої тривали до початку грудня, 4 числа авіаносна група А.Редфорда з авіаносців «Ентерпрайз», «Белло Вуд» і «Монтерей» повернулася до Перл-Гарбору.
Після повернення на базу, А.Редфорда призначили начальником штабу адміралу Дж. Тауерсу, що командував усім угрупованням авіації Тихоокеанського флоту. У березні 1944 року А.Редфорда викликали до Вашингтона та призначили заступником керівника військово-морськими операціями. До кола його обов'язків входило створення інтегрованої системи обслуговування, ремонту, постачання та списання зі строю літаків. Через півроку цієї адміністративної роботи він повернувся на Тихий океан за наказом керівника військово-морськими операціями та головнокомандувача американських ВМС адмірала Е. Кінга.
7 жовтня 1944 року А.Редфорд став командиром 1-ї авіаносної ударної групи. Він командував з'єднанням протягом декількох місяців, брав участь у битві за Лусон.
29 грудня 1944 року він прийняв командування над Оперативною групою 38.1, змінивши її командира контр-адмірала А.Монтгомері, що отримав травму. Наступного дня, американський флот вийшов від берегів атолу Уліті в напрямку Лусона та Формози. Протягом січня-березня оперативна група 38.1 діяла у Південно-Китайському морі, завдаваючи удари по позиціях японських військ у Французькому Індокитаї та в Гонконзі. 1 квітня угруповання американського флоту вирушило до Окінави, де взяло активну участь у повітряному прикритті та підтримці дій морської піхоти, що висадилася на острів. У битві за Окінаву, оперативна група адмірала А.Редфорда діяла два місяці, після чого вийшла до ВМБ.

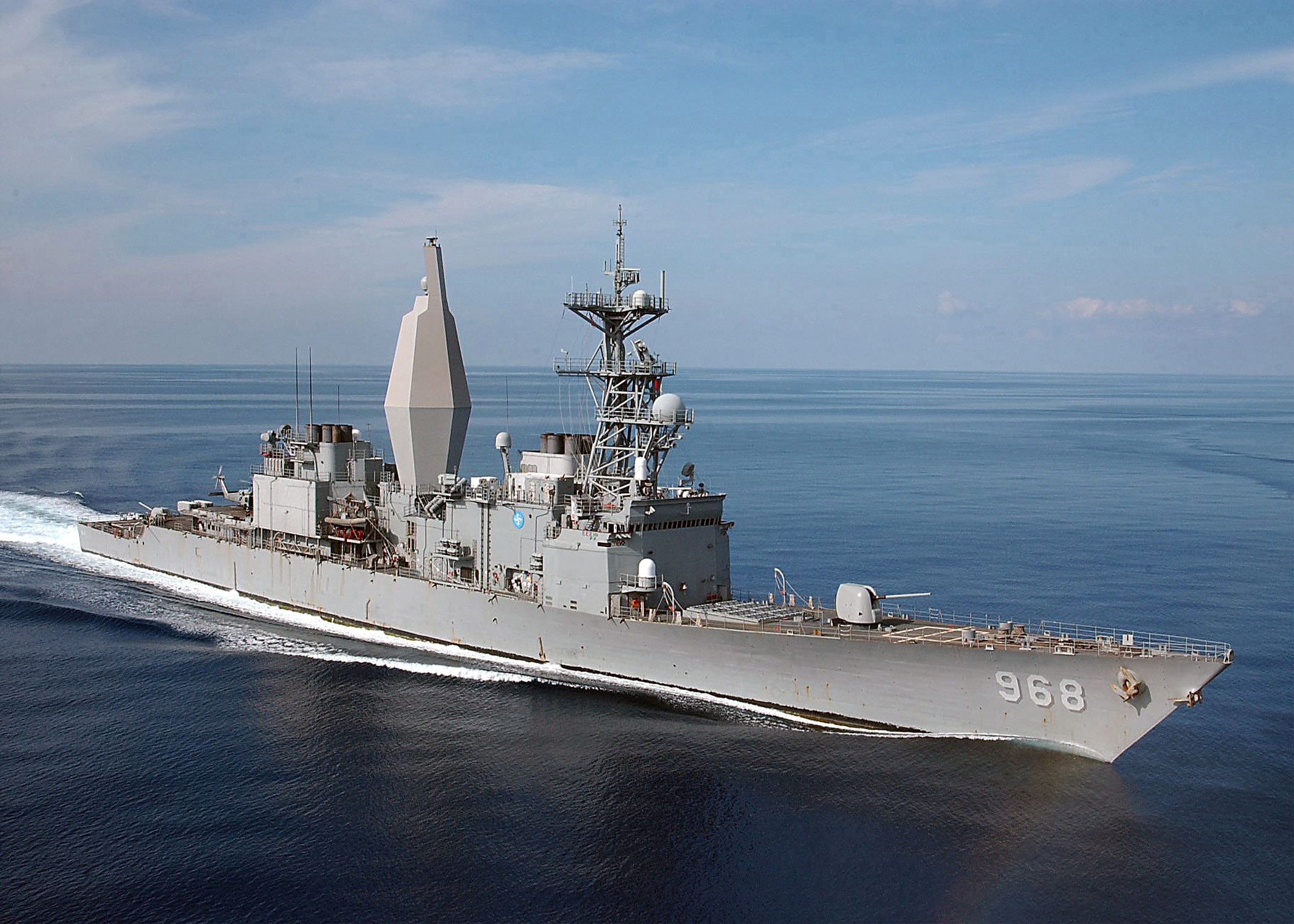
Ескадрений міноносець «Артур Редфорд», названий на честь адмірала

З липня 1945 року, сили А.Редфорда діяли проти японських островів Хонсю та Хоккайдо, палубна авіація завдавала ударів по ключових об'єктах у системі оборони цих островів, транспортних вузлах, фортифікаційних спорудах берегової оборони, промислових цілях тощо. Бойові дії тривали до капітуляції Японії та завершенню війни на Тихому океані.

### Післявоєнний час
Наприкінці 1945 року А.Редфорду присвоєне звання віцеадмірал, він перебував у посаді заступника керівника військово-морськими операціями з авіації. У цей час він докладав чимало зусиль на збереження та нарощування бойового потенціалу морської й зокрема, палубної, авіації флоту США. У 1947 році він нетривалий час очолював 2-й флот. 1948 році Президент США Г.Трумен призначив А. Редфорда заступником керівника військово-морськими операціями.
У квітні 1949 року А. Редфорд став командувачем Тихоокеанського флоту. Незабаром став одною з найвпливовіших фігур у так званому «протесті адміралів», коли основна маса керівників американських ВМС виступила проти політики Президента Г. Трумена щодо скорочення флоту й скасування будівництва суперавіаносця «Юнайтед Стейтс» зокрема.
1 травня 1949 року він став верховним комісаром Підопічних територій на Тихоокеанських островах.
У червні 1950 року корейські комуністи розпочали війну на Корейському півострові. 7-й флот віцеадмірала А. Страбл перейшов з його підпорядкування під командування віцеадмірала Т. Джоя, який очолював усі військово-морські сили на Далекому Сході та його угруповання брало безпосередню участь у Корейській війні. Головнокомандувачем Об'єднаними військами в Кореї був генерал армії Д.Макартур, до якого А.Редфорд ставився з глибокою повагою. Будучи переконаним антикомуністом, він вважав, що макартурівська стратегія «Азія в першу чергу» («Asia First») є найбільш раціональною та дієвою політикою на той період Холодної війни.
У грудні 1952 року А.Редфорд супроводжував щойно обраного Президента Д.Ейзенхауера під час його візиту в Корею. Американський адмірал вразив своїми поглядами нового голову США й незабаром той номінував його на посаду голови ОКНШ.
15 серпня 1953 року віцеадмірал А.Редфорд посів найвищу військову посаду у Збройних силах США. Як голова Об'єднаного комітету, він був дуже популярний не тільки в Президента, а й в Конгресі США.
Артур Вільям Редфорд помер 17 серпня 1973 року від раку у віці 77 років у Національному військово-медичному центрі в Бетесді, штат Меріленд. Похований з вищими військовими почестями у 30-й секції Арлінгтонського національного цвинтаря.